# Marie Bigot

Marie Bigot

Marie Bigot-Kiene (Colmar, 3 maart 1786 – Parijs, 16 oktober 1820) was een pianiste uit de Elzas, die de muziekgeschiedenis is ingegaan door haar vriendschap met Joseph Haydn en Ludwig van Beethoven en door het feit dat ze in 1816 pianoles aan Felix Mendelssohn gaf.
Ze werd geboren als Marie Kiene en huwde met Paul Bigot de Morogues. Ze volgde haar man naar Wenen toen die een positie kreeg als bibliothecaris van graaf Andreas Razoemovski. Gedurende vier jaar ging ze daar om met de Weense componisten die haar muzikaal talent op de piano en haar charme waardeerden. Terug in Frankrijk volgde ze lessen harmonieleer en compositie en schreef ze enkele muziekstukken. Nadat haar man op campagne was vertrokken met het leger van Napoleon, moest ze pianolessen geven om in haar levensonderhoud te voorzien. Ze kreeg longproblemen en stierf op 34-jarige leeftijd in 1820.

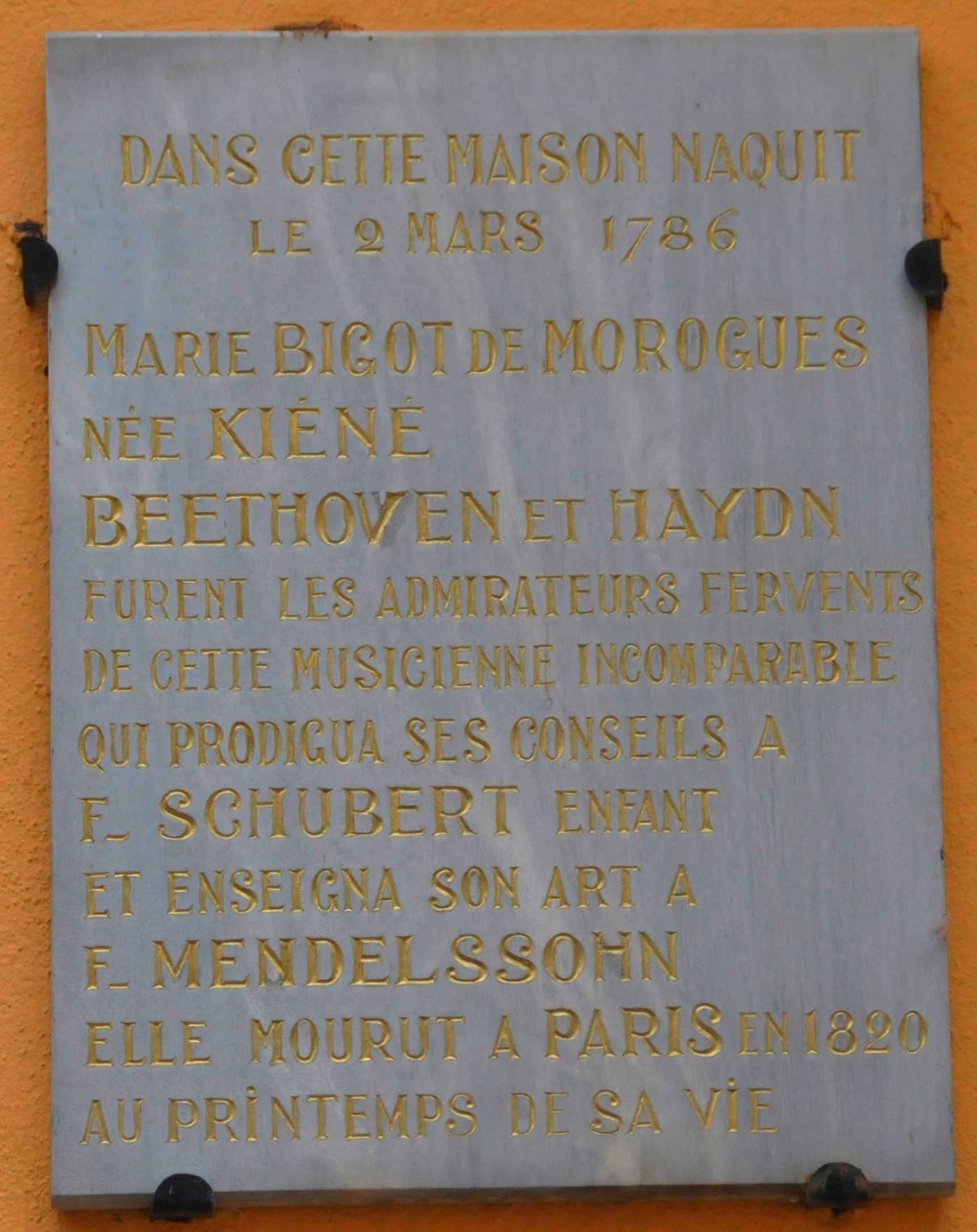
Plaquette aan het geboortehuis van Marie Bigot in Colmar (dat een verkeerde geboortedatum vermeldt)

- Bibliothèque nationale de France: cb123428819 (data)
- Gemeinsame Normdatei: 102410801
- International Standard Name Identifier: 0000 0000 7832 3927
- Library of Congress Control Number: n95028703
- MusicBrainz: ebcfd4c2-4d96-4748-98cd-7924b441a159
- Nationale Bibliotheek van Tsjechië: mzk2010575636
- Nationale Bibliotheek van Israël: 987007406082905171
- SNAC: w6xh0q8n
- Système universitaire de documentation: 032390173
- Virtual International Authority File: 14845060
- WorldCat: E39PBJhRFPC9cbtTpx7Fpq8jYP